# Arnaud Dony
Arnaud Dony (8 mei 2004) is een Belgisch voetballer die sinds 2025 uitkomt voor Patro Eisden Maasmechelen.

## Clubcarrière
Dony ruilde de jeugdopleiding van ES Wanze/Bas-Oha in 2019 voor die van STVV. Op 20 februari 2022 maakte hij in het shirt van laatstgenoemde club zijn profdebuut: op de 28e competitiespeeldag gaf trainer Bernd Hollerbach hem een basisplaats tegen Oud-Heverlee Leuven. STVV won de wedstrijd met 2-0, Dony moest na 55 minuten met een blessure naar de kant. Ook in de twee daaropvolgende wedstrijden, tegen KV Oostende en KV Mechelen, kreeg Dony een basisplaats van Hollerbach.
Na afloop van de reguliere competitie van het seizoen 2021/22 raakte bekend dat Dony, die geen profcontract had bij STVV, overstapte naar Union Sint-Gillis. Daar liet trainer Karel Geraerts hem op de eerste drie competitiespeeldagen invallen tegen respectievelijk STVV, Sporting Charleroi en KV Mechelen. Op 9 november 2022 vergaarde hij zijn eerste en enige basisplaats van het seizoen in de bekerwedstrijd tegen Cappellen FC (1-7-winst). Dony kwam dat seizoen vervolgens niet verder meer dan drie invalbeurten in de competitie: op Tweede kerstdag liet Geraerts hem tegen KV Oostende (3-0-zege) in de blessuretijd invallen, in februari 2023 kreeg hij een korte invalbeurt tegen Zulte Waregem (4-0-zege) en een invalbeurt van ruim een halfuur tegen Standard Luik (2-4-nederlaag). Dony, die in het seizoen 2022/23 driemaal de aanvoerdersband droeg bij België –19, speelde dat seizoen ook drie competitiewedstrijden in de Tweede afdeling met het beloftenelftal van Union.
In september 2023 werd Dony voor een seizoen uitgeleend aan tweedeklasser FCV Dender EH, dat geen aankoopoptie wist te bedingen in het huurcontract. Op 1 oktober 2023 scoorde hij tijdens zijn derde invalbeurt voor Dender zijn eerste profdoelpunt: in de thuiswedstrijd tegen Jong Genk (1-3-nederlaag) scoorde Dony, die van Timmy Simons bij de rust had mogen invallen, de eerredder. Op zijn eerste basisplaats bij Dender moest Dony evenwel nog een kleine maand wachten: op 29 oktober 2023 dropte Simons hem in de basis tegen Beerschot VA (0-1-zege). Dony startte een week later ook nog tegen KMSK Deinze, maar nog eens een invalbeurt tegen Club NXT later verdween hij uit beeld bij de eerste ploeg. Tijdens de winterperiode werd de uitleenbeurt  van de 19-jarige flankspeler sneller dan verwacht stopgezet.
Dony trok in januari 2024 mee op winterstage naar Algorfa met de A-kern van Union, maar spelen deed hij dat seizoen enkel nog bij het beloftenelftal in Tweede nationale, waar hij een vaste waarde werd in de basisploeg van trainer Naïm Aarab. Ook in zijn laatste contractjaar kwam hij enkel uit voor het beloftenelftal van Union, waar hij geregeld de aanvoerdersband droeg.
In juni 2025 maakte de transfervrije Dony de overstap naar Patro Eisden Maasmechelen, waar hij een driejarig contract ondertekende.

## Clubstatistieken
| Seizoen         | Club                      | Land            | Competitie            | Competitie | Competitie | Beker | Beker | Supercup | Supercup | Europees | Europees | Totaal | Totaal |
| Seizoen         | Club                      | Land            | Competitie            | Wed.       | Dlp.       | Wed.  | Dlp.  | Wed.     | Dlp.     | Wed.     | Dlp.     | Wed.   | Dlp.   |
| --------------- | ------------------------- | --------------- | --------------------- | ---------- | ---------- | ----- | ----- | -------- | -------- | -------- | -------- | ------ | ------ |
| 2021/22         | Sint-Truidense VV         | Vlag van België | Eerste klasse A       | 3          | 0          | 0     | 0     | —        | —        | —        | —        | 3      | 0      |
| 2022/23         | Union Sint-Gillis         | Vlag van België | Eerste klasse A       | 6          | 0          | 1     | 0     | —        | —        | 0        | 0        | 7      | 0      |
| 2022/23         | Union Sint-Gillis U23     | Vlag van België | Tweede afdeling ACFF  | 3          | 0          | —     | —     | —        | —        | —        | —        | 3      | 0      |
| 2023/24         | → FCV Dender EH           | Vlag van België | Eerste klasse B       | 6          | 1          | 1     | 0     | —        | —        | —        | —        | 7      | 1      |
| 2023/24         | Union Sint-Gillis U23     | Vlag van België | Tweede afdeling ACFF  | 15         | 0          | —     | —     | —        | —        | —        | —        | 15     | 0      |
| 2024/25         | Union Sint-Gillis U23     | Vlag van België | Eerste nationale ACFF | 32         | 1          | —     | —     | —        | —        | —        | —        | 32     | 1      |
| 2025/26         | Patro Eisden Maasmechelen | Vlag van België | Eerste klasse B       | 0          | 0          | 0     | 0     | —        | —        | —        | —        | 0      | 0      |
| Carrière totaal | Carrière totaal           | Carrière totaal | Carrière totaal       | 65         | 2          | 2     | 0     | 0        | 0        | 0        | 0        | 67     | 2      |

Bijgewerkt op 22 juli 2025.